# Arrivé Maître Coq
Pour les articles homonymes, voir Arrivé.
Arrivé (Maître CoQ) est une entreprise de l'industrie agroalimentaire créée en 1950 à Saint-Fulgent (Vendée - France) par Joseph et Marcel Arrivé. 
En mai 2009, Arrivé est devenu une filiale du groupe numéro un de la volaille LDC de Sablé-sur-Sarthe.
Arrivé est la quatrième entreprise du département, par son chiffre d'affaires et un acteur important du secteur.

## Controverse
En juin 2018, une vidéo de l'association L214, réalisée dans un élevage de Saint-Fulgent en Vendée produisant des poulets pour Maître Coq, montre des poulets « qui suffoquent », des « cadavres en décomposition au milieu de leurs congénères » à l'intérieur d'un bâtiment de 1 500 m2. Selon l'association, cette densité est telle « qu'il est impossible [pour eux] de se déplacer librement, [et] pour l'éleveur de prodiguer le moindre soin ». De plus, les animaux seraient nourris d'antibiotiques de façon préventive. De son côté, Maitre Coq assure que « les inspections des autorités confirment l’absence de défaut majeur sur l’élevage concerné » et que « les éleveurs n’ont recours aux traitements antibiotiques que sur prescription de vétérinaires indépendants ».